# Alfa Hydrydy
Alfa Hydrydy (AHY) – coroczny rój meteorów aktywny od 5 stycznia do 14 lutego. Jego radiant znajduje się w gwiazdozbiorze Hydry. Maksimum roju przypada na 19 stycznia, jego aktywność jest określana jako niska, a obfitość roju wynosi dwa meteory na godzinę. Prędkość w atmosferze meteorów tego roju jest średnia (44 km/s).
Rój ten został zaobserwowany po raz pierwszy 15 stycznia 1929 roku przez Ronalda A. McIntosha.